# TM NETWORK 2012-2015
『TM NETWORK 2012-2015』（ティーエムネットワーク 2012-2015）は、日本の音楽ユニットTM NETWORKが2016年3月23日にリリースした完全限定Blu-ray BOX。

## 解説
2012年から2015年にかけて行われた30周年の一連の公演のBlu-ray作品のうち、それぞれのDISC1が収録。従来品はavexによるマスタリングだったものが本作ではバーニー・グランドマン・マスタリングの前田康二によりリマスタリングされている。本作のみ収録の特典ディスクとして、ドキュメンタリー「beyond the fact」ライブ映像「COUNTDOWN JAPAN 14/15」が収録されている。

## 収録曲
曲解説はTM NETWORKの作品やそれぞれのアルバムで解説しているため省略。

### DISC 1：TM NETWORK CONCERT -Incubation Period-
2012年9月12日発売。詳細はTM NETWORK CONCERT -Incubation Period-の項を参照。なお「I am」のミュージック・ビデオは本作ではDISC 7に収録。

### DISC 2：TM NETWORK FINAL MISSION -START investigation-
2013年12月11日発売。詳細はTM NETWORK FINAL MISSION -START investigation-の項を参照。

### DISC 3：TM NETWORK 30th 1984〜 the beginning of the end
2014年9月24日発売。詳細はTM NETWORK 30th 1984〜 the beginning of the endの項を参照。

### DISC 4：TM NETWORK 30th 1984〜 QUIT30 HUGE DATA
2015年7月22日発売。詳細はTM NETWORK 30th 1984〜 QUIT30 HUGE DATAの項を参照。ホールツアーは本作には未収録。

### DISC 5：TM NETWORK 30th FINAL
2015年11月25日発売。詳細はTM NETWORK 30th FINALの項を参照。オールナイトニッポンは本作には未収録。

### DISC 6：Documentary -beyond the fact-
本作のみ付属の特典ディスク１。30周年のドキュメンタリー。

### DISC 7：COUNTDOWN JAPAN 14/15 ＋ MUSIC CLIPS
本作のみ付属の特典ディスク2。2014年12月30日に幕張メッセで行われた大規模フェス『COUNTDOWN JAPAN 14/15』EARTH STAGEでのライブがノーカットで収録されている。
COUNTDOWN JAPAN 14/15
1. Be Together
2. Alive
3. I am
4. Still Love Her
5. Get Wild
6. Self Control

MUSIC CLIPS
1. 「I am」Music Video
2. 「LOUD」Music Video
3. 「Alive」Music Video